# 136922 Brianbauer
136922 Brianbauer este o planetă minoră (asteroid) din centura de asteroizi. A fost descoperită pe 19 aprilie 1998 la Stația Anderson Mesa de Marc Buie⁠(d). 
Obiectul prezintă o orbită caracterizată de o semiaxă mare de 2,3711502855861 UAi, o excentricitate de 0,25, o înclinație de 5,2 ° în raport cu ecliptica.